# Cremastocheilus wheeleri
Cremastocheilus wheeleri är en skalbaggsart som beskrevs av Leconte 1876. Cremastocheilus wheeleri ingår i släktet Cremastocheilus och familjen Cetoniidae. Inga underarter finns listade i Catalogue of Life.